# Oftersheim
Oftersheim là một đô thị thuộc huyện Rhein-Neckar-Kreis, bang Baden-Württemberg, Đức. Nơi đây nằm cách Heidelberg 8 km về phía tây nam.